# Earl of Norwich
Earl of Norwich war ein erblicher britischer Adelstitel, der dreimal in der Peerage of England und einmal in der Peerage of Great Britain verliehen wurde.

## Verleihungen
Der Titel wurde erstmals am 24. Oktober 1626 in der Peerage of England für den Unterhausabgeordneten Edward Denny, 1. Baron Denny geschaffen. Bereits am 27. Oktober 1604 war ihm der fortan nachgeordnete Titel Baron Denny, of Waltham in the County of Essex, verliehen worden. Die Earlswürde erlosch, als er 1637 ohne Söhne starb. Die Baronie Denny war hingegen auch in weiblicher Linie erblich und fiel an den Sohn seiner 1614 verstorbenen Tochter Lady Honora Denny, James Hay, 2. Earl of Carlisle (um 1612–1660), bevor sie bei dessen Tod 1660 erlosch.
In zweiter Verleihung wurde der Titel am 28. November 1644 in der Peerage of England an George Goring, 1. Baron Goring, verliehen. Er war ein prominenter royalistischer Kommandeur im Englischen Bürgerkrieg und Sohn von Anne Denny, der Schwester des 1. Earls erster Verleihung. Er war bereits am 14. April 1628 zum Baron Goring erhoben worden. Die Titel erloschen beim kinderlosen Tod seines jüngeren Sohnes, des 2. Earls, 1671.
Am 19. Oktober 1672 wurde der Titel in dritter Verleihung in der Peerage of England für Henry Howard, 1. Baron Howard of Castle Rising, neu geschaffen. Dieser war der zweite Sohn des Henry Howard, 22. Earl of Arundel und jüngerer Bruder des Thomas Howard, 5. Duke of Norfolk. Bereits am 7. März 1669 war ihm der Titel Baron Howard of Castle Rising verliehen worden. 1672 erreichte er auch seine Einsetzung in das erbliche Amt des Earl Marshal of England. Beim Tod seines unverheirateten älteren Bruders Thomas 1677, erbte er von ihm den Titel Duke of Norfolk nebst nachgeordneter Titel. Beim Tod seines Enkels, des 9. Dukes of Norfolk und 4. Earl of Norwich, 1777 erloschen die Titel Earl of Norwich und Baron Howard of Castle Rising. Seine übrigen Titel fielen an eine andere Linie der Familie Howard.
Zuletzt wurde der Titel am 2. Juli 1784 in der Peerage of Great Britain an Alexander Gordon, 4. Duke of Gordon, verliehen, zusammen mit dem nachgeordneten Titel Baron Gordon of Huntley, in the County of Gloucester. Er hatte 1752 bereits den Titel Duke of Gordon nebst nachgeordneten Titeln geerbt und erbte 1819 von seiner Großmutter auch den am 4. Mai 1529 in der Peerage of England geschaffenen Titel Baron Mordaunt. Sein Sohn, der 5. Duke of Gordon und 2. Earl of Norwich, starb 1836 ohne legitime Erben, so dass alle seine Titel erloschen, mit Ausnahme der Baronie Mordaunt, die seither ruht, und des Marquessates of Huntly nebst nachgeordneten schottischen Titeln, das an eine andere Linie der Familie Gordon fiel.

## Liste der Earls of Norwich

### Earls of Norwich, erste Verleihung (1626)
- Edward Denny, 1. Earl of Norwich (1569–1637)

### Earls of Norwich, zweite Verleihung (1644)
- George Goring, 1. Earl of Norwich (1585–1663)
- Charles Goring, 2. Earl of Norwich (1615–1671)

### Earls of Norwich, dritte Verleihung (1672)
- Henry Howard, 6. Duke of Norfolk, 1. Earl of Norwich (1628–1684)
- Henry Howard, 7. Duke of Norfolk, 2. Earl of Norwich (1655–1701)
- Thomas Howard, 8. Duke of Norfolk, 3. Earl of Norwich (1683–1732)
- Edward Howard, 9. Duke of Norfolk, 4. Earl of Norwich (1685–1777)

### Earls of Norwich, vierte Verleihung (1784)
- Alexander Gordon, 4. Duke of Gordon, 1. Earl of Norwich (1743–1827)
- George Gordon, 5. Duke of Gordon, 2. Earl of Norwich (1770–1836)